# Miroir (oiseau)
Pour les articles homonymes, voir miroir (homonymie).

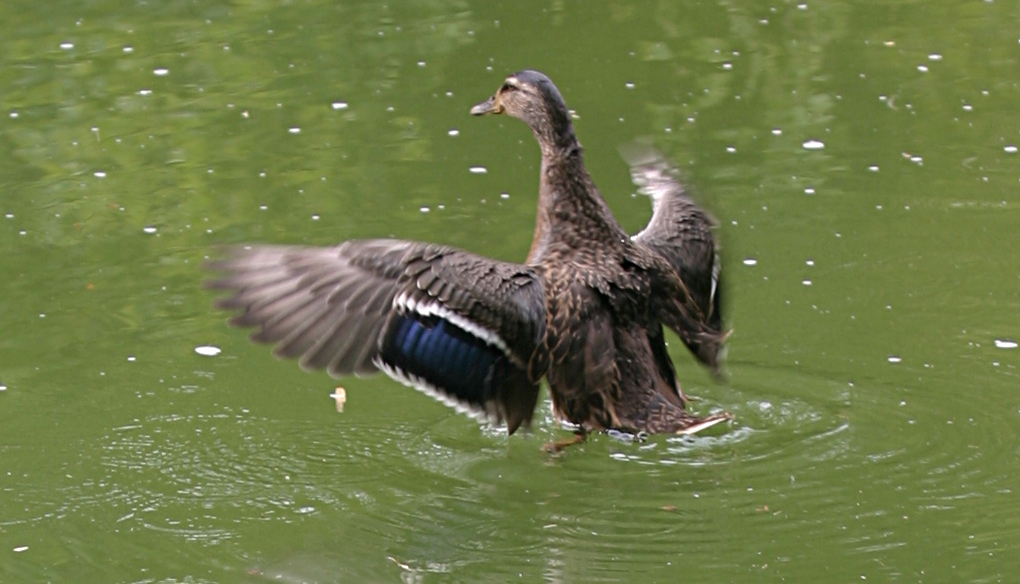
Les miroirs d'une femelle Colvert

Le miroir est une barre iridescente dite spéculaire que certaines espèces d'oiseaux comme les anatidés du genre Anas ou les perroquets du genre Amazona possèdent dessinées sur les plumes des ailes. Le miroir peut ne pas être de la même couleur sur les deux faces des ailes. Ces barres peuvent servir à l'identification de l'espèce.
On utilise aussi le terme "spéculum" pour identifier le miroir.

## GenreAnas

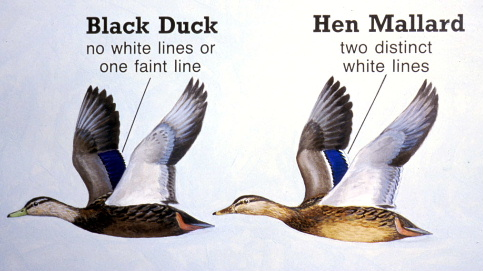
Comparaison des miroirs chez les femelles Canard noir et Canard colvert

- Sarcelle d'hiver: présence d'un miroir vert (côté interne) et noir (côté externe) sur l'aile, encadré par des bandes blanches (devenant jaunâtres vers l'intérieur).
- Sarcelle d'été: vert sombre encadré de bandes blanches.
- Sarcelle à ailes vertes : vert iridescent.
- Sarcelle à ailes bleues : bleu iridescent.
- Canard à sourcils : vert iridescent.
- Canard colvert : iridescent violet-bleu avec bords blancs.
- Canard noir : iridescent violet-bleu (tranchant non blanc).
- Canard pilet : iridescent noir verdâtre, tranchant en fond blanc et orange à l'avant.
- Canard chipeau : petit et blanc, mais seulement évident chez les mâles
- Canard à bec jaune : iridescent vert ou bleu, bordée de blanc.

## Autres espèces
- Engoulevent à miroir
- Râle à miroir
- Guillemot à miroir
- Tyranneau à miroir
- Donacobe à miroir
- Merle à miroir
- Gorgebleue à miroir
- Tohi à miroir
- Tangara à miroir blanc
- Tangara à miroir jaune
- Fourmilier à miroir roux
- Cinclode à ailes crème
- Cinclode à ailes marron